# Giuseppe Traina
Giuseppe Traina (Santa Margherita di Belice, 11 dicembre 1889 – 9 febbraio 1958) è stato un politico italiano.

## Biografia
Medico, esponente della Democrazia Cristiana in Sicilia, fu deputato della Consulta Nazionale dal 1945 al 1946.
Nel 1948 viene eletto senatore nella I Legislatura della Repubblica Italiana, restando in carica per un mandato, fino al 1953.